# 1891 a filmművészetben

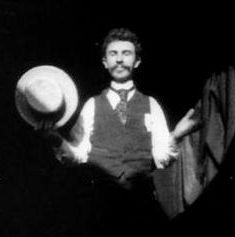
Részlet a Dickson köszön c. filmből

## Filmek
- Dickson köszön r.: William K. L. Dickson
- Newark-i atléta r.: William K. L. Dickson
- Férfiak bokszolnak r.: William K. L. Dickson
- Duncan vagy társa selyemfelhövel r.: Fred C. Devonald, James C. Duncan
- Duncan dohányzik r.: James C. Duncan
- Duncan, társa és a kovácsmühely r.: James C. Duncan
- Majomboksz

## Születések
- február 7. – Ann Little, amerikai színésznő († 1984)
- február 9. – Ronald Colman, angol színész († 1958)
- március 6. – Victor Kilian, amerikai színész († 1979)
- március 10. – Sam Jaffe, amerikai színész († 1984)
- március 11. – Gertrud Wolle, német színésznő († 1952)
- március 31. – Várkonyi Mihály, magyar származású amerikai színész († 1976)
- április 2. – Jack Buchanan, skót rendező, író és színész († 1957)
- április 10. – Tim McCoy, amerikai cowboy színész, katona († 1978)
- április 15. – Wallace Reid, amerikai színész († 1923)
- április 23. – Szergej Szergejevics Prokofjev, orosz zeneszerző († 1953)
- május 13. – Fritz Rasp, német színész († 1976)
- június 23. – Vladislav Vančura, a 20. század egyik kiemelkedő cseh írója, filmrendező, forgatókönyvíró († 1942)
- július 18. – Gene Lockhart, kanadai színész († 1957)
- július 23. – Harry Cohn, amerikai filmproducer, a Columbia Pictures cég vezetője és a C.B.C. Film Sales Company társalapítója († 1958)
- július 28. – Joe E. Brown, amerikai színész és komikus († 1973)
- augusztus 4. – Makay Margit, magyar színésznő († 1989)
- november 10. – Philip Sainton, a francia-brit zeneszerző († 1967)